# 杉山晃基
杉山 晃基（すぎやま こうき、1997年6月25日 - ）は、東京都葛飾区出身の元プロ野球選手（投手）。右投左打。

## 来歴
小学校1年からリトルリーグの東京北砂リーグで野球を始め、内野手を務めていた。葛飾区立立石中学校に在学していた当時は墨田ポニーに所属。
中学校卒業後は盛岡大学付属高等学校に進学し、2年から投手に転向する。高校卒業後は創価大学に進学。
大学では1年の春季よりベンチ入りし、2年の秋季には5冠（最多勝、MVP、最優秀投手、最優秀防御率）に輝き、第48回明治神宮野球大会に出場する。初戦の関大戦に登板し、5回1失点の投球内容で勝利を収める。続く2回戦の星槎道都大学戦でも登板するも、6回に暴投による失点で敗退する。3年には第67回全日本大学野球選手権大会に出場するも、初戦の宮崎産業経営大学戦で5失点を喫し、6対2で敗退する。同年の秋には第49回明治神宮野球大会に出場するも、こちらも初戦である2回戦の関西国際大学戦で2本塁打を被弾しチームも4対2で敗退した。4年時にも第68回全日本大学野球選手権大会に出場し、7回1失点と好投する。大学最後の全国大会である第50回明治神宮野球大会には関東地区代表戦で敗退しており、出場していない。なお、関東地区代表戦では先発するも一死も取れずに4安打5失点で降板している。大学時代のリーグ通算成績は25勝2敗。同期に望月大希、小孫竜二がいる。
2019年10月17日に行われたドラフト会議にて、東京ヤクルトスワローズから3位指名を受け、入団した。背番号は35。

### ヤクルト時代
2020年は二軍で9試合に登板し、防御率5.14だった。
2021年は、4月28日の対読売ジャイアンツ戦でプロ初登板。味方の好守もあり、3回を無失点に抑えた。最終的に4試合に登板した。
2022年は1試合のみの登板に終わった。
2023年10月2日、球団から戦力外通告を受け、同月中に現役引退を決断した。

## 選手としての特徴
ストレートの最速は154 km/h。変化球はスライダーとフォークを投じる。

## 詳細情報

### 年度別投手成績
| 年 度     | 球 団     | 登 板 | 先 発 | 完 投 | 完 封 | 無 四 球 | 勝 利 | 敗 戦 | セ 丨 ブ | ホ 丨 ル ド | 勝 率 | 打 者 | 投 球 回 | 被 安 打 | 被 本 塁 打 | 与 四 球 | 敬 遠 | 与 死 球 | 奪 三 振 | 暴 投 | ボ 丨 ク | 失 点 | 自 責 点 | 防 御 率 | W H I P |
| --------- | --------- | ----- | ----- | ----- | ----- | -------- | ----- | ----- | -------- | ----------- | ----- | ----- | -------- | -------- | ----------- | -------- | ----- | -------- | -------- | ----- | -------- | ----- | -------- | -------- | ------- |
| 2021      | ヤクルト  | 4     | 0     | 0     | 0     | 0        | 0     | 0     | 0        | 0           | ----  | 30    | 6.1      | 9        | 2           | 2        | 0     | 1        | 4        | 0     | 0        | 7     | 7        | 9.95     | 1.74    |
| 2022      | ヤクルト  | 1     | 0     | 0     | 0     | 0        | 0     | 0     | 0        | 0           | ----  | 4     | 0.2      | 2        | 0           | 0        | 0     | 0        | 0        | 0     | 0        | 0     | 0        | 0.00     | 3.00    |
| 通算：2年 | 通算：2年 | 5     | 0     | 0     | 0     | 0        | 0     | 0     | 0        | 0           | ----  | 34    | 7.0      | 11       | 2           | 2        | 0     | 1        | 4        | 0     | 0        | 7     | 7        | 9.00     | 1.86    |

### 年度別守備成績
| 年 度 | 球 団    | 投手  | 投手  | 投手  | 投手  | 投手  | 投手     |
| 年 度 | 球 団    | 試 合 | 刺 殺 | 補 殺 | 失 策 | 併 殺 | 守 備 率 |
| ----- | -------- | ----- | ----- | ----- | ----- | ----- | -------- |
| 2021  | ヤクルト | 4     | 1     | 1     | 0     | 0     | 1.000    |
| 2022  | ヤクルト | 1     | 0     | 2     | 0     | 0     | 1.000    |
| 通算  | 通算     | 5     | 1     | 3     | 0     | 0     | 1.000    |

### 記録
初記録
- 初登板：2021年4月28日、対読売ジャイアンツ5回戦（明治神宮野球場）、7回表に3番手で救援登板・完了、3回無失点
- 初奪三振：同上、7回表に髙橋優貴から見逃し三振

### 背番号
- 35（2020年 - 2023年）

### 登場曲
- 「ワタリドリ」［Alexandros］（2020年 - ）